# 次世代スーパーコンピュータ
次世代スーパーコンピュータは、日本で文部科学省の主導で産官学によって進められている国家プロジェクトにおけるスーパーコンピュータの呼称。
「最先端・高性能汎用スーパーコンピュータの開発利用」として、理論演算性能10ペタフロップス（毎秒1京回の浮動小数点数演算を行う）を目標に「京」が開発され、2012年に運用を開始した。
京をリプレース後に、2020年からは「富岳」が運用を開始した。それもまた次世代の計算機システムによって置き換えられるときが来る。